# Desert Thieves
Desert Thieves è un cortometraggio muto del 1914 diretto da Scott Sidney.

## Produzione
Il film fu prodotto dalla Broncho Film Company.

## Distribuzione
Distribuito dalla Mutual Film, il film - un cortometraggio in due bobine - uscì nelle sale statunitensi il 24 giugno 1914.